# Cerkiew Świętych Apostołów Piotra i Pawła w Stargardzie
Cerkiew pod wezwaniem Świętych Apostołów Piotra i Pawła – prawosławna cerkiew parafialna w Stargardzie. Należy do dekanatu Szczecin diecezji wrocławsko-szczecińskiej Polskiego Autokefalicznego Kościoła Prawosławnego.
Zlokalizowana przy ulicy św. Jana Chrzciciela, przed bramą Świętojańską.
Świątynię wpisano do rejestru zabytków 7 lipca 1987 pod nr 1042.

## Historia

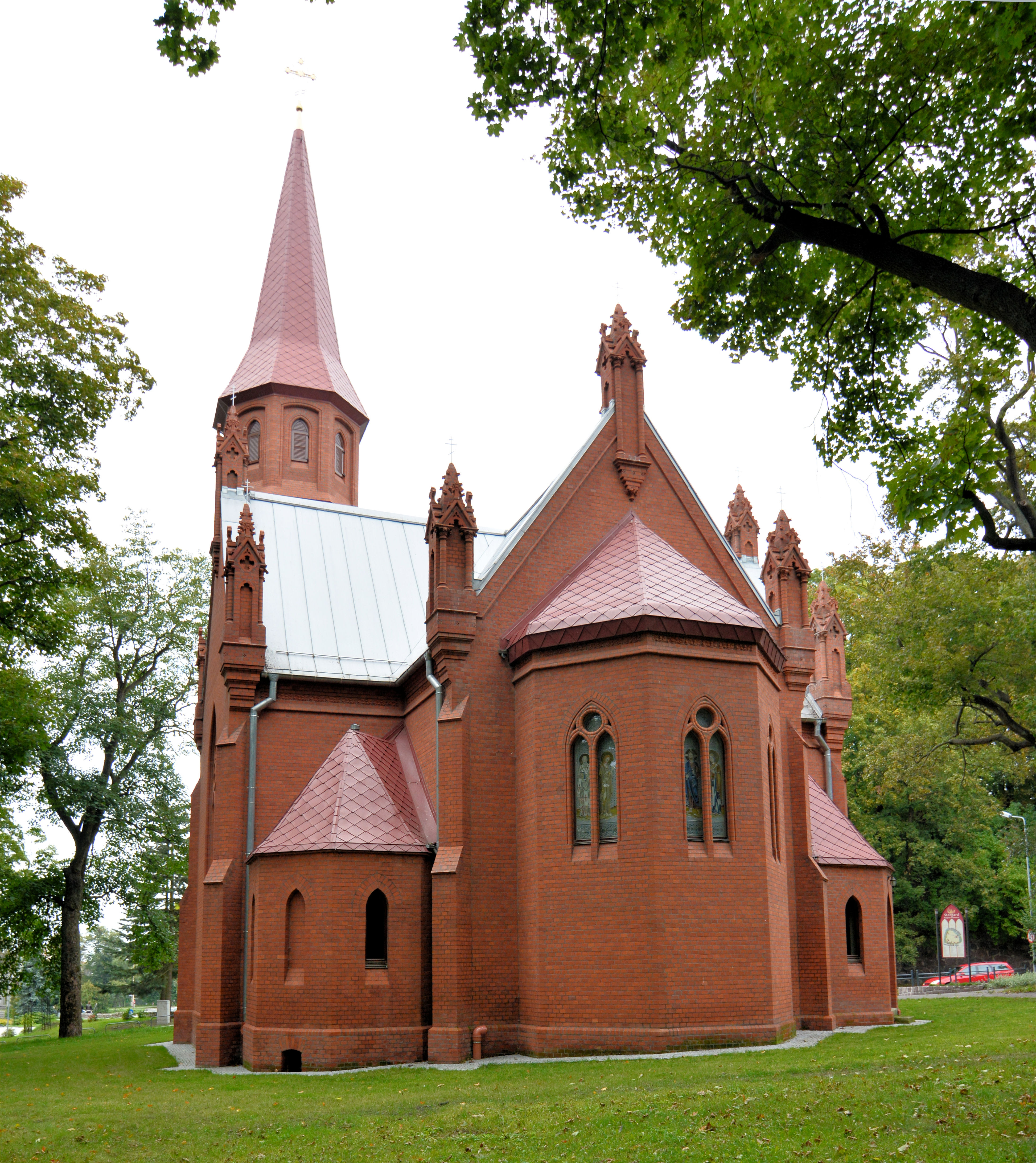

Neogotycki kościół zbudowany w latach 1889–1890 z czerwonej cegły. Od erygowania 17 września 1890 do zajęcia miasta przez Armię Czerwoną należał do gminy ewangelicko-reformowanej i nosił wezwanie Chrystusa (Christuskirche). Po wojnie, do 1951 kościół był wykorzystywany przez katolików. W 1953 świątynię przekazano Polskiemu Autokefalicznemu Kościołowi Prawosławnemu. 
W końcu 2007 rozpoczął się pierwszy kapitalny remont cerkwi po II wojnie światowej, który zakończono jesienią 2012. Został położony nowy dach, wymieniona stolarka i uzupełnione braki w elewacji. Konsekracja cerkwi odbyła się 17 listopada 2012. W lipcu 2013 świątynia została wyróżniona dyplomem przez Kapitułę Ruchu „Piękniejsza Polska” (jako jedno z trzech miejsc w województwie zachodniopomorskim). W tym samym roku jednak cerkiew została dwukrotnie zdewastowana i sprofanowana przez nieznanych sprawców.
W 2013 w cerkwi po raz pierwszy odbył się Przegląd Pieśni Liturgicznych i Paraliturgicznych. W poprzednich latach (2011–2012) organizowana przez parafię impreza miała miejsce w Stargardzkim Centrum Kultury.

## Architektura
Kościół jest unikatem na Pomorzu, ponieważ już podczas budowy nadano mu niektóre cechy charakterystyczne dla wschodniej architektury sakralnej, choć był przeznaczony dla protestantów. Świątynia wzniesiona na planie krzyża greckiego z dwiema smukłymi ośmiobocznymi wieżami. Niższa, niedokończona wieża wschodnia posiada ostrosłupowy, nieznacznie górujący nad dachem hełm, a pełna wieża zachodnia przykryta jest ośmiobocznym hełmem i mierzy 33 m. Elewacja budynku jest zdobiona motywami roślinnymi i wimpergami.

## Wyposażenie

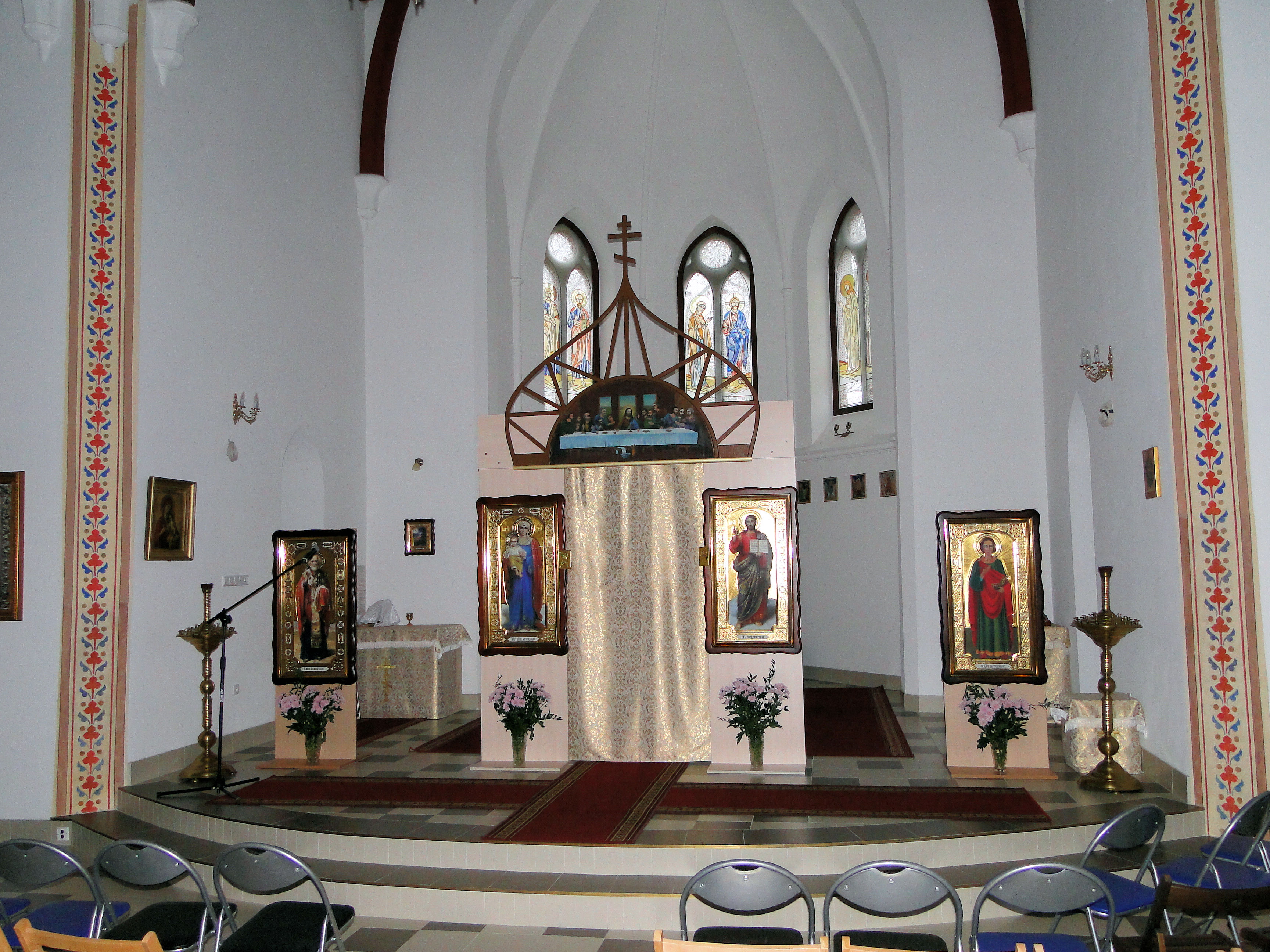
Wnętrze cerkwi z dawnym ikonostasem

We wnętrzu znajdował się uproszczony ikonostas (z ikonami Jezusa, Matki Bożej, Piotra i Pawła – patronów cerkwi, oraz św. Mikołaja – patrona filialnej cerkwi w Dolicach). W styczniu 2019 r. umieszczono w cerkwi nowy ikonostas, wykonany w Grecji.
Na wieży umieszczony jest dzwon odlany w szczecińskiej ludwisarni w 1890.